# Doręgowski

Herb Doręgowski

Doręgowski (Dorengowski, Gleissen-Dorengowski, Trąby Pruskie, Rogi na Krzyż) – polski herb szlachecki, używany przez rodzinę wywodzącą się z Kaszub.

## Opis herbu
Znanych jest przynajmniej pięć wariantów tego herbu.
Doręgowski I: W polu czerwonym lub błękitnym dwie trąby czarne oprawione w srebro (lub złoto), wylotami do góry, na krzyż, związane (lub nie) srebrną (lub złotą) przewiązką. W klejnocie nad hełmem w koronie pojedyncza trąba z nawiązaniem srebrnym wylotem w prawo. Labry: czerwone, podbite złotem (choć powinny być podbite czernią).
Doręgowski Ia: W polu czerwonym dwie trąby złote (także z oprawą czarną) na krzyż, wylotami do góry (również ze wspólnym nawiązaniem czarnym). W klejnocie nad hełmem w koronie trąba złota (także z oprawą czarną i takimż nawiązaniem) wylotem w prawo. Labry. Barwy herbu nieznane.
Doręgowski Ib: W polu srebrnym dwie trąby czarne na krzyż, wylotami do góry, skrzyżowane w taki sposób, że przestrzeń między nimi tworzy serce na opak, czerwone. W klejnocie nad hełmem w koronie trąba czarna wylotem w lewo. Labry czarne, podbite srebrem.
Doręgowski II: Jak Doręgowski I, tylko pole srebrne i labry czarne, podbite srebrem.
Doręgowski III: W polu dwie trąby z nawiązaniami splecionymi w 8, wylotami do dołu, na krzyż. Bezpośrednio na tarczy korona, z której klejnot – trąba jak w godle, wylotem w prawo.

## Najwcześniejsze wzmianki
Herb w wersji podstawowej znany jest polskim herbarzom począwszy od XVII-wiecznego rękopisu Dachnowskiego, przez Niesieckiego, Uruskiego, Bonieckiego po Ostrowskiego i Chrząńskiego. Wariant Ia pochodzi z rysunku w herbarzu Dachnowskiego, widnieje także (bez barw) na płycie nagrobnej Jana Gleisen-Doręgowskiego (zm. 1625). Wariant Ib pochodzi ze wspornika sklepienia w archikatedrze w Gdańsku Oliwie, datowanego na 1582 rok. Miał go używać Jan Doręgowski, zmarły w 1625. Wariant II to odmiana barwna używana przez gałąź osiadłą w Prusach Wschodnich. Wzmiankuje go tzw. Nowy Siebmacher. Wersja numer III to herb własny z pieczęci Piotra Ernesta von Gleisen Dorengowskiego, przyłożonej na dokumencie z 28.04.1700 roku.

## Herbowni
Doręgowski (Darągowski, Darringawski, Derengowski, Deręgowski, Doerengowski, Dorangowski, Dorągowski, Dorąngawski, Dorengowski, Doringowsky, Dorungsdorf, być może Dörring). Także z przydomkiem Gleissen, Gleiss, Gleist, spolszczanym niekiedy na Glezyn, Kleist, przez co herb ten przypisywano błędnie (m.in. Seweryn Uruski) zachodniopomorskiej rodzinie Kleistów-Kleszczów.
Tadeusz Gajl wymienia wśród herbownych także nazwiska Dawgiel i Downarowicz.

## Rodzina Doręgowskich
Rodzina pierwotnie pochodząca z miejscowości Glisno (Gleissen) koło Torzymia w dawnej Marchii Brandenburskiej. Nazwisko Doręgowski przyjęli od wsi Doręgowice w ziemi człuchowskiej. Wieś ta obecnie jest poza zasięgiem języka kaszubskiego, ale w wiekach minionych znajdowała się w obrębie kaszubskiego kręgu kulturowego. Do Doręgowic rodzina przybyć miała w średniowieczu. W roku 1450 wymieniony został Maciej z Doręgowic. W roku 1526 zaś m.in. Jan z Glisna i Maciej Celycz, którzy mogą być osiadłymi w ziemi człuchowskiej panami z Glisna i protoplastami Doręgowskich. Nazwisko Doręgowski po raz pierwszy wymieniono w 1570 roku. Właścicielami Doręgowic byli wówczas Bartłomiej, Mateusz i Stanisław Doręgowscy. Już w XVI wieku Doręgowskich notuje się także w Prusach Wschodnich i innych częściach Pomorza, a w wiekach następnych rozprzestrzenili się także na inne regiony Rzeczypospolitej, takie jak: Wielkopolska, Małopolska, Podole, Wołyń, Ruś.